# نيكولاي الأول
القيصر  نيكولاي الأول ( 6 يوليو 1796 - 2 مارس 1855) إمبراطور روسيا الخامس عشر ولد في غاتتشينا أبوه هو القيصر باول الأول بن القيصر بيتر الثالث بن الإمبراطورة آنا بيتروفنا بنت القيصر بطرس الأكبر وحفيد القيصر بيتر الثالث والإمبراطورة كاثرين العظيمة ووالدته هي ماريا فيودوروفنا وجد القيصر ألكسندر الثالث. وتلقى تعليمه في الهندسة العسكرية فأصبح حامل بريد كبير مهندسي الجيش ثم أصبح قائد شعبة الحراس الأولى. تولى الإمبراطورية عام 1825 بعد وفاة شقيقه القيصر ألكسندر الأول وتنحي شقيقه دوق قسطنطين الكبير عن المنصب. إجرائه الأول كامبراطور كان إعدام المشاركين في ثورة الديسمبريين.
شهد عهده سيادة للملكية المطلقة في المجالات العسكرية والمدنية وبيروقراطية ومركزية لم يسبق لها مثيل وقمع بشدة أصحاب الفكر التحرري. طموحاته التوسعية نحو الغرب وسعيه إلى تفكيك الإمبراطورية العثمانية كانت سببا في نشوب حرب القرم سنة 1853 التي قادت روسيا إلى الهزيمة أمام تحالف الدول الأوروبية الغربية والدولة العثمانية ويعتقد العديد من المؤرخين أنه قتل نفسه بسبب هذه الحرب حيث أنه مات مسموما إثر ورود أخبار هزيمة الجيش الروسي في إفباتوريا وخلفه ابنه القيصر ألكسندر الثاني.

## بداية حياته وصعوده إلى السلطة
ولد نيكولاي في قصر غاتشينا، والده هو الدوق الكبير بول، ووالدته الدوقة الكبيرة ماريا فيودوروفنا الروسية (اسمها قبل الزواج سوفي دوروثيا من فورتمبيرغ). بعد خمسة أشهر من ولادته توفيت جدته كاثرين الكبرى، وأصبح والده إمبراطور روسيا ووالدته إمبراطورتها. كان الأخ الأصغر لإمبراطور روسيا ألكسندر الأول، الذي ورث العرش في عام 1801، والدوق الكبير كونستانتين بافلوفيتش. يقولرياسانوفسكي أنه كان «أوسم رجل في أوروبا، وامتلك كذلك شخصية ساحرة وتمتع بصحبة النساء وكان غالبًا في حالته الأفضل مع الرجال».
في 13 يوليو 1817، تزوج نيكولاي الأميرة شارلوت من بروسيا (1789-1860) التي أصبح اسمها فيما بعد أليكساندرا فيودوروفنا عندما تحولت إلى الأرثوذكسية. كان والدا شارلوت فريدريك ويليام الثالث ملك بروسيا ولويس من ميكلينبورغ-ستريليتز. كان نيكولاي وشارلوت قريبين من الدرجة الثالثة، إذ كان كلاهما من نسل فريدريك ويليا الأول ملك بروسيا.
بدا في البداية أن نيكولاي لن يصبح قيصرًا بوجود أخين أكبر منه. ولكن مع فشل كل من ألكسندر وكونستانتين في إنجاب أبناء، بقي من المرجح أن يحكم نيكولاي يومًا ما. في عام 1825، عندما توفي ألكسندر الأول فجأة بالحمى النمشية، كان على نيكولاي إما أن يبايع كونستانتين أو يزعم الملك لنفسه. بقي العرش خاويًا حتى أكد كونستانتين -الذي كان آنذاك في وارسو- على رفضه تولي الحكم. كذلك، في 25 ديسمبر (13 وفق التقويم القديم)، أصدر نيكولاي بيانًا يدعي فيه العرش لنفسه. سمى ذلك البيان بشكل رجعي الأول من ديسمبر (19 نوفمبر وفق التقويم القديم)، وهو تاريخ وفاة ألكسندر الأول، بدءًا لعهد نيكولاي. خلال هذا الارتباك، حيكت مؤامرة من بعض أعضاء الجيش للانقلاب على نيكولاي والاستيلاء على السلطة. أدى هذا إلى ثورة ديسمبر في 26 (14 وفق التقويم القديم) ديسمبر 1825، وهي ثورة سرعان ما أخمدها نيكولاي.

## الإمبراطور والمبادئ

### سنوات الحكم الأولى
لم يكن لنيكولاي بتاتًا سعة أفق أخيه الثقافية والروحية؛ اعتبر دوره ببساطة دورًا أوتوقراطيًّا يحكم به شعبه بأي وسيلة يحتاجها. بدأ نيكولاي الأول عهده في 14 ديسمبر 1825 (وفق التاريخ القديم)، والذي كان يوم اثنين؛ تشاءم الروس من يوم الاثنين بصفته يوم نحس. بدأ فجر هذا الاثنين بالتحديد ببرد قارس، بدرجة حرارة -8 مئوية. اعتبر الشعب الروسي ذلك نذير شؤم للعهد القادم. أفسدت مظاهرة أقامها 3000 ضابط شاب في الجيش الإمبراطوري ومواطنون آخرون متحررو العقل صعود نيكولاي الأول للحكم. كانت هذه المظاهرة محاولة لإجبار الحكومة على قبول دستور وشكل تمثيلي للحكم. أمر نيكولاي الجيش بسحق المظاهرة. أخمدت «الثورة» بسرعة كبيرة وأصبحت تعرف بثورة الديسمبريين. بعد أن جرب صدمة الثورة الديسمبرية من أول يوم له في الحكم، عزم نيكولاي الأول على تقييد المجتمع الروسي. أدار القطاع الثالث من المستشارية الإمبراطورية شبكة ضخمة من الجواسيس والمخبرين بمساعدة الدرك. طبقت الحكومة رقابة وأشكال أخرى من السيطرة على التعليم والنشر وكل أشكال الحياة العامة. عين نيكولاي الأول ألكسندر بنكندورف لرئاسة مستشاريته. وظف بنكندورف 300 دركي و16 موظف في مكتب. بدأ جمع المخبرين واعتراض البريد بمعدل عالٍ. سرعان ما انتشرت؛ بسبب بنكندورف، مقولة أنه من المستحيل أن يعطس أحد دون أن يدري الإمبراطور، وأصبحت هذه عقيدة بنكندورف.

### السياسات المحلية
حرم القيصر نيكولاي عدة مناطق من الحكم الذاتي المحلي. ألغي استقلال بيسارابيا في عام 1828، وبولندا في 1830، حلت منظمة قهل اليهودية في 1843. سمح لفنلندا كاستثناء من هذا التوجه بإبقاء حكمها الذاتي وذلك يعود بجزء منه لمساعدة الجنود الفنلنديين الموالين في سحق ثورة نوفمبر في بولندا.
افتتحت أول سكة حديدية روسية في 1837، بطول 26 كم (16 ميل) بين سان بطرسبرغ والضاحية السكنية تساركوي سيلو. السكة الحديدية الثانية كانت تربط سان برطسبرغ بموسكو، وبنيت في الأعوام 1842-1851. مع ذلك، لم يكن هناك بحلول عام 1855 سوى 920 كم (570 ميل) من السكك الحديدية الروسية.
في عام 1833، ابتكر وزير التعليم الوطني، سيرغي أوفاروف، برنامج «أوتوقراطية أرثوذكسية وقومية» كمبدأ موجه للنظام. كامن سياسة رد فعلية مبنية على الأورثوذكسية في الدين، والأوتوقراطية في الحكم، والدور المؤسس للدولة في القومية الروسية وتساوي حقوق المواطنين لكل سكان روسيا، باستثناء اليهود. كان على الشعب أن يبدي ولاءه للسلطة المطلقة للقيصر، ولتقاليد الكنيسة الروسية الأرثوذكسية، وللغة الروسية. تبنى فاسيلي زوكوفسكي أيضًا هذه المبادئ الرومنسية والمحافظة التي وضعها أوفاروف، وفاسيلي وزكوفسكي هو أحد معلمي الدوق الكبير ألكسندر. أدت نتائج هذه المبادئ السلافوفيلية، بشكل عام، إلى زيادة قمع كل الطبقات، والرقابة المفرطة ومراقبة المثقفين المستقلين فكريًّا كبوشكين وليرمونتوف، وإلى اضطهاد اللغات غير الروسية والأديان غير الأرثوذكسية. نفي تاراس شيفشينكو، الذي عرف لاحقًا بأنه شاعر أوكرانيا القومي، إلى سيبيريا بأمر مباشر من القيصر نيكولاي بعد تأليف قصيدة سخرت من القيصر وزوجته والسياسات المحلية. بأمر من القيصر، بقي شيفشينكو خاضعًا لمراقبة شديدة ومُنع من الكتابة أو الرسم.
منذ عام 1839، استخدم نيكولاي أيضًا قسًّا كاثوليكيًّا بيزنطيًّا سابقًا اسمه جوزيف سيماشكو عميلًا له لإجبار كاثوليكيي الكنائس الشرقية في أوكرانيا وبيلاروس وليتوانيا على التحول إلى الأورثوذكسية. أدى هذا إلى إدانة عدة بابوات رومانيين للقيصر نيكولاي، بالإضافة إلى إدانة كل من ماركيز دي كوستين، وتشارلز ديكنز، والعديد من الحكومات الغربية له كذلك.
لم يكن نيكولاي يحب القنانة وراودته فكرة إلغائها في روسيا، ولكنه رفض فعل ذلك لأسباب تتعلق بالحكم. خاف من الطبقة الأرستوقراطية واعتقد أنهم من الممكن أن ينقلبوا ضده إذا ألغى القنانة. ولكنه بذل بعض الجهود لتحسين ظروف رقيق التاج (الرقيق الذين تملكهم الحكومة) بمساعدة وزيره بافل كيسيليوف. خلال معظم سنين حكمه حاول زيادة سيطرته على ملاك الأراضي والمجموعات الأخرى المؤثرة في روسيا. في عام 1831، منع نيكولاي التصويت في جمعية النبلاء لمن يملكون أقل من 100 من الرقيق، لينحصر التصويت بين 21,916 مصوت. في عام 1841 منع النبلاء الذين لا يمتلكون أراضٍ من بيع الرقيق بمعزل عن الأرض. منذ عام 1845، منع الوصول إلى الرتبة الخامسة من الأعلى (من أصل 14) في سلم الرتب لغير النبلاء (كانت الرتبة الثامنة سابقًا).

## الأقليات تحت حكم نيكولاي الأول

### حياة اليهود تحت حكم نيكولاي الأول
قفي عام 1851 بلغ التعداد السكاني لليهود 2.4 مليونًا بينهم 212,000 يعيشون في بولندا التابعة لروسيا. جعلهم هذا من أكبر الأقليات الأغيار في الإمبراطورية الروسية.
في 26 أغسطس 1827 أعلن مرسوم التجنيد العسكري («أوستاف ريكروتسكوي بوفينوستي»)، وأمر صبية اليهود بخدمة الجيش لمدة 25 عامٍ بدءًا من سن 18 عامًا. أجبر العديد منهم قبلها على الالتحاق بمدارس كانتونية من سن 12 عامًا، ولم يكن الالتحاق بهذه المدارس يعد ضمن سنوات الخدمة العسكرية. أرسلوا بعيدًا عن عوائلهم لخدمة الجيش بحيث يصعب عليهم ممارسة التعاليم اليهودية وبالتالي يجري «ترويسهم». استهدف اليهود القرويين الفقراء واليهود الذين لا يمتلكون عوائل أو اليهود غير المتزوجين بشكل خاص للخدمة العسكرية. بين عامي 1827 و1845 قدر أنه كان هناك 70,000 يهودي مجند. بعض اليهود الذين خدموا في الجيش الروسي تحولوا في النهاية إلى المسيحية.